# Ayete
Ayete (Aiete en euskera) es uno de los 17 barrios o distritos en que se divide a efectos administrativos la ciudad española de San Sebastián desde 2003.
Este barrio está limitado al norte por el Centro, al este por Amara Nuevo, al sur por Miramón-Zorroaga, salvo en un pequeño tramo donde limita con Añorga, al oeste con Ibaeta y al noroeste con el barrio de El Antiguo. El barrio se extiende por una extensa zona de colinas que domina las zonas llanas de la ciudad, que se encuentran en los barrios colindantes.
El barrio se ubica a lo largo de la antigua carretera que iba de San Sebastián a Hernani. Esa carretera fue muy importante hasta mediados del siglo XIX, ya que el camino real que unía Francia con Madrid no pasaba por San Sebastián, sino por Hernani y Astigarraga. Por tanto la carretera de San Sebastián a Hernani constituía la principal vía de entrada y salida de la ciudad.
Al barrio se le llamaba en euskera Goiko Galtzara, que significa la calzada de arriba, nombre que hace mención a su ubicación a lo largo de la carretera antes mencionada

## Divisiones del distrito
Según el Plan General de Ordenación Urbanística este barrio se puede dividir en las siguientes zonas urbanas:
- Marañón.
- Miraconcha.
- Pintore.
- Basoerdi.
- Izaburu.
- Arbaizenea.
- Lazcano.
- Melodi.
- Palacio de Ayete.
- Lugaritz.
- Puio/Lanberri.
- Alto de Errondo.
- Aizkolene.
- Etxadi.
- Pagola.
- Bera-Bera.
- Munto.

El eje central del barrio es la antigua carretera de San Sebastián a Hernani; actualmente llamado Paseo de Ayete.

### Marañón
Esta zona de casi 7,5 hectáreas de extensión está situada en la parte alta de las lomas de Ayete. Es una zona de carácter residencial, que fue construida en su mayor parte durante las décadas de 1970 y 1980 por medio de bloques de viviendas sueltos adaptados a la orografía de la zona. Esta zona engloba urbanizaciones como el Grupo Donosti Zaharra o el Grupo Gurutze Alde, construidas en aquella época. El nombre de la zona se debe al vial que une esas urbanizaciones entre sí, que marca su límite sur y que permite acceder a la zona desde el Paseo de Ayete, el Paseo del Doctor Marañón.

### Miraconcha
Esta zona del barrio tiene una extensión de  algo más de 9 hectáreas,  siendo la parte del barrio de Ayete que se orienta sobre la Bahía de la Concha. Por su ubicación se considera una zona residencial de lujo. Miraconcha hace una referencia a una zona más amplia de la ciudad, definida en general por sus vistas sobre la bahía y su ubicación central en la misma. El Paseo de Miraconcha, que da nombre a la zona es adyacente a esta barriada de Ayete, pero se considera ya parte del Centro de San Sebastián.
Está ubicado en un terreno en ladera que desciende desde el cruce de La Cumbre de Ayete, lugar donde acaba la Cuesta de Aldapeta y comienza el Paseo de Ayete hasta Villa Trelles, en las inmediaciones del Palacio de Miramar. Esta zona está delimitada por el Paseo Duque de Baena al sur, la cuesta de Aldapeta al este y el Paseo de la Fe al norte. La mayor parte de la barriada está ocupada por edificaciones aisladas y viviendas uni o bifamiliares, con la excepción de alguna vivienda colectiva producto de la transformación de antiguas fincas conventuales. 
Dentro de esta zona se incluye el Palacio de La Cumbre, ubicado en el lugar del mismo nombre. Este palacio fue sede del Ministerio de Asuntos Exteriores durante las estancias veraniegas de Franco en San Sebastián, fue la residencia posteriormente del gobernador civil de Guipúzcoa y el lugar donde fueron torturados los etarras Lasa y Zabala. En la actualidad está declarada monumento y pertenece al Ministerio de Administraciones Públicas. También es de destacar el mirador del Paseo Duque de Baena, con una de las mejores vistas de la ciudad.

### Pintore
Esta zona está formada básicamente por las casas que bordean por uno de sus lados la Cuesta de Aldapeta, que une el centro de la ciudad con Ayete. Comienza en Aldapeta justo después del colegio Summa Aldapeta (antes Colegio de los Marianistas) y llega hasta el cruce de La Cumbre, ya en la parte alta del barrio. La Cuesta de Aldapeta marca el límite norte y occidental de Pintore limitando con el sector de Aldapeta del Centro de la Ciudad y con Miraconcha. Al sur y este limita con las zonas de Basoerdi y Lazkano. La zona tiene una superficie total de 4,87 hectáreas.
Recibe su nombre de un chalet que hubo ubicado en el lugar junto a la Cuesta de Aldapeta llamado "Villa Pintore". Esta zona formó en su mayor parte una extensa finca conocida como "Aldama Enea", que fue propiedad de Francisco de Ussía Cubas, II Marques de Aldama. El Marqués de Aldama mandó construir en su propiedad en 1913 un palacete de verano en estilo neorrenacentista. La propiedad fue comprada en 1925 por un indiano llamado Francisco Arocena Gurruchaga que le cambió el nombre por "Eva Enea". En la década de 1960 la finca de Eva Enea fue segregada en parcelas y vendida. La zona fue urbanizada con edificaciones aisladas en parcelas privadas, mayoritariamente de uso residencial. En la que había sido el palacete de "Aldama/Eva Enea", estuvo ubicado entre 1963 y 2016 el Instituto Superior de Secretariado y Administración (ISSA) de la Universidad de Navarra. Tras el traslado de ISSA al Campus de Pamplona de dicha universidad, el edificio se reconvirtió en un colegio mayor femenino (Colegio Mayor Jaizkibel). Tanto ISSA como el actual colegio mayor forman parte del Opus Dei. En 2016 el Gobierno Vasco inició un proceso para declararlo monumento.
Hay otro edificio con grado de protección en esta zona y este es el edificio conocido como la "Casa Blanca" o "Etxe Zuri", situado junto a La Cumbre. Este edificio, estaba destinado originalmente a cuadras, cocheras y garaje de la finca Aldama Enea, como consta en un inventario de 1913. En la década de 1960 fue comprado por el ayuntamiento de San Sebastián que lo arregló para que sirviera como sede del "Ministerio de Jornada". El "ministerio de jornada" se encargaba de despachar los asuntos burocráticos del jefe del Estado (Franco) durante sus veraneos en San Sebastián y el edificio sirvió para esta función entre 1972 y 1976. Fue testigo de varias reuniones del Consejo de Ministros. Entre 1983 y 2007 el edificio sirvió como sede provisional de las Juntas Generales de Guipúzcoa, hasta la construcción de su actual sede. En la actualidad el edificio es utilizado como sede por la sociedad municipal Fomento de San Sebastián.

### Basoerdi
Esta zona fue creada en buena medida a raíz del PGOU de 1990. Tiene una superficie de unas 5,31 hectáreas y está delimitada al este por el barrio de San Roque, muy anterior y considerado parte del distrito Centro de la ciudad, la zona de Pintore al oeste y la cuesta de Aldapeta al norte. En Basoerdi se ubicaba antiguamente una finca rural llamada Altxuene o Alchuéne y posteriormente un soberbio palacete conocido como Villa Lolita, que fue demolido en 1978. A partir del PGOU de 1990 se realizó una profunda remodelación urbanística de la zona que consistió principalmente en la construcción de un parque semicircular en la zona que fue bautizado con el nombre de Parque Basoerdi y la apertura de un nuevo vial, el Paseo de Beloka, que bordea dicho parque y comunica la Cumbre de Ayete con un ramal del Paseo de San Roque, facilitando las comunicaciones entre Ayete y el barrio de Amara Viejo. Basoerdi quiere decir "medio bosque" en euskera. El parque fue creado para conservar el arbolado que existía con anterioridad en la zona y entrelazar la trama urbana perimetral a través del parque y actualmente da nombre a toda esta zona urbana. Construido en ladera, el parque de Basoerdi es accesible desde su parte más baja, calle Amara en el barrio de Amara Viejo o bien desde su parte más alta, el Paseo de Beloka, que lo rodea por sur y oeste. La zona es predominantemente residencial ya que a raíz del PGOU de 1990 se construyeron una docena de bloques de viviendas a lo largo del Paseo de Beloka.
Funcionando como un apéndice urbanístico de Basoerdi se encuentra el ámbito urbanístico del antiguo colegio de los Marianistas, actualmente Summa Aldapeta, ubicado entre el Paseo de Aldapeta y el Parque de Basoerdi. El PGOU de 2010 lo considera un subámbito urbanístico y en la actualidad está sufriendo una profunda remodelación.

### Izaburu
Izaburu con una superficie de 12,82 hectáreas está situado en el ámbito de los altos de Miraconcha, entre el Paseo de Ayete y el Palacio de Miramar. Esta zona, de tipo residencial, está desarrollada basándose en una tipología de bloques abiertos que se urbanizó en base al Plan General de 1962, modificado posteriormente a principios de la década de 1990.
Al este, en su parte más alta, su límite lo marca el Paseo de Ayete, ocupando durante algo más de 250m la acera de los pares de este paseo entre los cruces con el Paseo de Duque de Baena  y el puente sobre el Paseo Pío Baroja. Al norte limita con Miraconcha. Las casas de Izaburu carecen en general de las codiciadas "vistas de la bahía" que sí poseen los inmuebles de la vecina zona de Miraconcha, al ubicarse detrás de ella. En un pequeño tramo las casas del barrio sí se asoman sin embargo  sobre la bahía, en su parte más baja, justo junto al Parque y Palacio de Miramar, que marca su límite occidental. Por el sur limita con la vaguada por la que discurre el actualmente el Paseo Pío Baroja y que era conocida como Sanserreka. 
El eje central de esta zona es la calle Izaburu, que parte del Paseo de Ayete y acaba en cul-de-sac, aunque tiene un par de conexiones con el Paseo Duque de Baena, que discurre en paralelo. Esta calle fue bautizada en 1988 con el nombre de un antiguo caserío que se ubicaba en la zona. Las otras calles principales del barrio son el Paseo Duque de Baena y el Paseo de Sanserreka, que bordean respectivamente sus límites norte y sur.

### Arbaizenea
Esta zona de 15,75 hectáreas de superficie está situada en los altos de Ayete, en su vertiente hacia Amara Nuevo. Toma su nombre del Palacio de Arbaizenea, cuya finca ocupaba la práctica totalidad de este sector del barrio. La finca "Arbaicene" aparece mencionada en los registros de casas urbanas y rurales de San Sebastián de 1862 dentro del distrito de Amara. Se trataba de un caserío que tenía un gran bosque de roble en su terreno. Fue adquirido por Carlos Martínez de Irujo y del Alcázar, Duque de Sotomayor, quien en 1881 mandó edificar en su lugar la casa-palacio que subsiste en la actualidad, que fue construida al estilo cottage inglés. Pasó a formar parte del patrimonio de la Casa de Alba por el matrimonio del nieto de Carlos Martínez de Irujo, Luis Martínez de Irujo con la Duquesa de Alba, Cayetana Fitz-James Stuart, quien heredó la propiedad en 1972 a la muerte de este. Fue durante décadas la residencia veraniega de la famosa duquesa, que solía residir de manera periódica en San Sebastián. En 2006 el ayuntamiento de San Sebastián acordó con la Casa de Alba reducir la extensión del parque privado del palacio a 2 hectáreas, pasando el resto del parque al dominio público y permitiéndose la construcción de unas 80 viviendas de alta gama en antiguos terrenos de la finca. En la actualidad el palacio con su finca de 2 hectáreas sigue perteneciendo a Cayetano Martínez de Irujo, Duque de Arjona y es una residencia privada. A diferencia de otras propiedades de la Casa de Alba no está abierta al público de manera general, aunque sus jardines se alquilan para eventos como bodas. El resto de la antigua finca de Arbaizenea forma actualmente un parque de titularidad pública aunque no cuenta con accesos adecuados, por lo que su uso público es bastante limitado. Se ha construido una nueva calle dentro la antigua finca, la calle José Olaizola donde se están construyendo esas nuevas viviendas. Dentro del perímetro del parque se ubican la histórica Fuente de Txanponenea y el lavadero de Morlans que se consideran elementos catologados.

### Melodi
Esta zona de 5,99 hectáreas de superficie está ubicada entre las zonas de Lazcano y el Palacio de Ayete. Se trata de una zona residencial en torno a la calle Melodi y la plaza peatonal de Alquiza, que se encuentran ubicadas cerca del Paseo de Ayete y del Palacio de Ayete,  pero a una altura inferior, por lo que no tienen acceso viario directo desde este paseo, sino desde el Paseo Pío Baroja.
Alquiza y Melodi son  los nombres de dos de las casas históricas del barrio. Ambas aparecen citadas en el Registro de Casas Urbanas y Rurales de San Sebastián de 1862, con los números 29 y 30 del distrito de Amara. La carretera de Hernani a San Sebastián marcaba antiguamente la frontera entre los barrios donostiarras y las casas situadas en el lado de la actual acera del los impares del Paseo de Ayete pertenecían por tanto al barrio de Amara. La casa Alquiza, renovada, sigue manteniéndose ahí hoy en día, en el número 51 del Paseo de Ayete, destacando su escudo nobiliario en la fachada. Melodi, Meloi o Meloya fue un caserío anejo exento al palacio o solar de Ayete. No era un edificio singular sino más bien una humilde y sencillo caserío y sidrería. Esta casa no se conserva ya que fue derruida en 1975 y en su lugar se construyó una urbanización que tomó su nombre. Está desarrollado en su totalidad mediante edificaciones abiertas de vivienda colectiva en parcela privada, con arreglo al Plan Parcial aprobado el año 1993. En 1994 se dio el nombre de calle Melodi y plaza de Alquiza a la calle de la urbanización de Melodi y a la plaza semicircular que se creó en esa urbanización. 
El barrio cuenta con un parque, el Parque de Melodi al que se accede por una pasarela desde la plaza de Alquiza.

### Palacio de Ayete

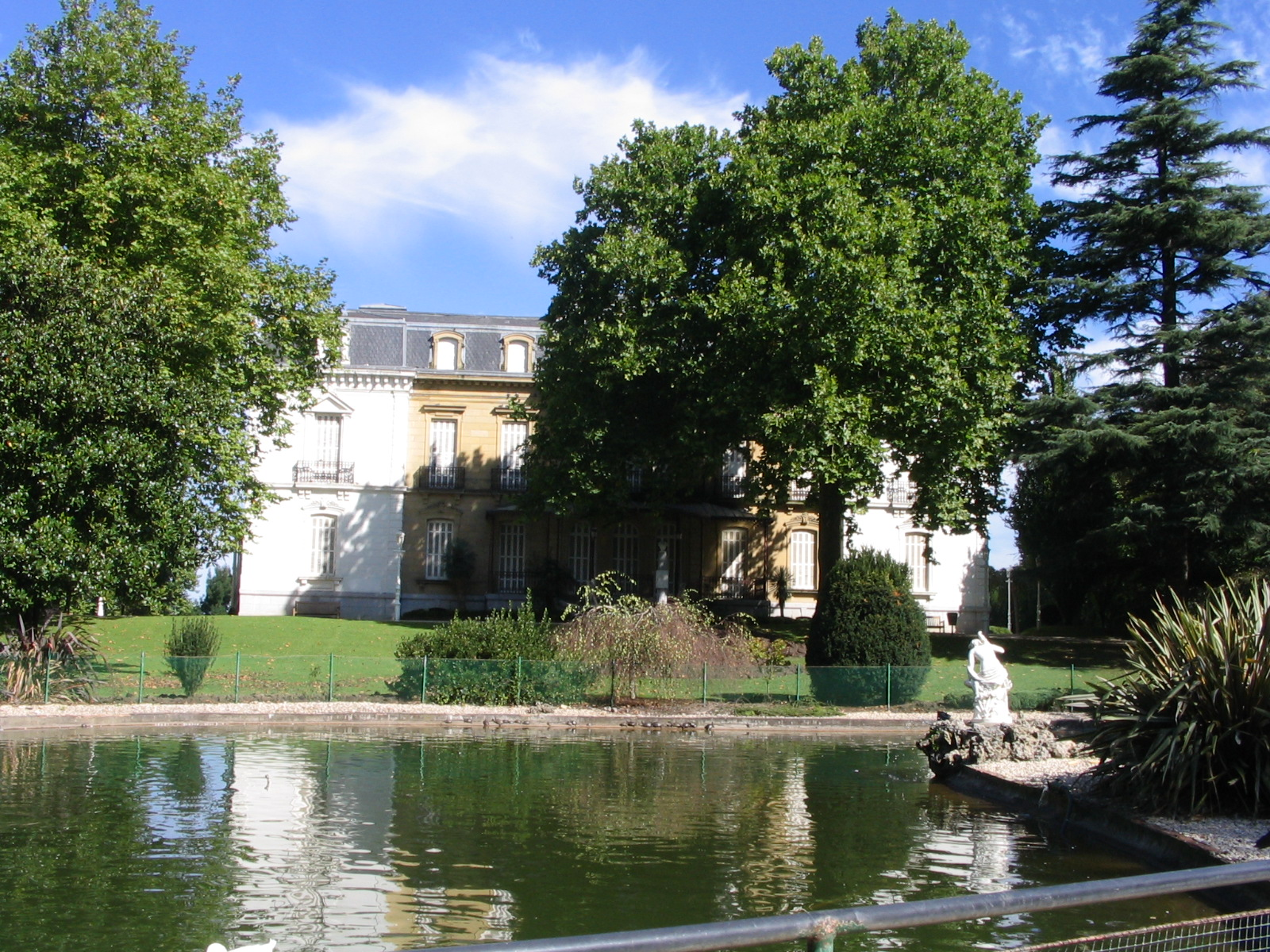

El Palacio de Ayete, con sus jardines, ocupa actualmente una superficie de 8,65 hectáreas. Se trata de una zona que tiene carácter de parque público. Situado al borde del Paseo de Ayete, entre las zonas residenciales de Melodi y Etxadi. 
Ayete era una antigua casa solariega ubicada en la zona del actual palacio. Su origen puede remontarse a la colonización de San Sebastián por los gascones a finales del siglo XII, ya que se relacionaría con el apellido gascón Hayet, Fayet, que aparece documentado desde el siglo XIV en destacados personajes de la ciudad. 
En 1865 Eduardo Carondolet y Donado, marqués de Portugalete y futuro III Duque de Bailén compró un terreno de 3,42 hectáreas junto a la carretera que iba de San Sebastián a Hernani. Su esposa María Dolores Collado y Echagüe era hija del conocido empresario y político donostiarra José Manuel Collado. El palacio, de inspiración neoclásica, fue construido por los duques de Bailén en 1878 y fue proyectado por el arquitecto belga Adolf Ombrecht. Los jardines de Ayete ocupando actualmente una extensión de 7,4 hectáreas fueron diseñados por el jardinero real Pierre Ducasse, quien residió durante años en la Casa del Jardinero de la finca. 
Los duques de Bailén pertenecían al círculo de confianza del rey Alfonso XII (1874-1885). El Duque de Bailén falleció en 1882, pero su viuda siguió manteniendo una estrecha relación con la Familia Real española. En verano de 1883, la reina madre Isabel II, acudió al Palacio de Ayete, invitada por la duquesa de Bailén. Fue la primera visita de un miembro de la realeza a este palacio. El ayuntamiento de San Sebastián trató de comprar la finca de Ayete para regalársela a la Reina Regente, María Cristina de Habsburgo-Lorena, pero la compra no llegó a concretarse. La Duquesa de Bailén cedió en cualquier caso la finca a la Familia Real  para su uso y disfrute y fue utilizada como casa de veraneo por Isabel II  en 1884 y 1886.  Entre 1887 y 1893 el Palacio fue utilizado por María Cristina como lugar de veraneo anual, junto con su hijo el todavía niño Alfonso XIII. El Palacio de Ayete dejó de ser utilizado como residencia veraniega real en 1893, cuando se acabó de construir el Palacio de Miramar.  En 1912 el Palacio fue adquirido por Emilio Alcalá Galiano por 300.000 pesetas y unas décadas más tarde, en 1940, fue vendida por sus herederos al consistorio donostiarra por 850.000 pesetas, que lo acondicionó con un gasto adicional de 200.000 pesetas.  
El objeto de la compra de la finca por parte del ayuntamiento donostiarra en 1940 fue ofrecer el Palacio de Ayete como residencia de veraneo a Francisco Franco, ofrecimiento que el general y dictador español aceptó de buen grado. En octubre de 1940, Franco se hospedó en el Palacio de Ayete, durante los días previos a su entrevista con Hitler en Hendaya. Entre 1940 y 1973 Franco fue un habitual del Palacio de Ayete, pasando todos los años el jefe de Estado español unos días o semanas de vacaciones hospedado en el palacio donostiarra.   
Tras la muerte de Franco en 1975, el ayuntamiento de la ciudad decidió convertir sus jardines en un parque público. El Parque de Ayete fue abierto al público el 20 de julio de 1977 y desde entonces es uno de los parques públicos más importantes de la ciudad. La popularidad del palacio acabó por dar su nombre a todo el barrio situado en sus inmediaciones. 
El Palacio fue usado de forma esporádica para actos oficiales, recepciones y celebraciones de congresos, pero sin un uso claramente definido, hasta que en 2010 se finalizó la rehabilitación de interior del palacio, que pasó a albergar el Instituto de los Derechos Humanos o Casa de la Paz y los Derechos Humanos. Ese mismo año se inauguró también la Casa de Cultura del barrio de Ayete, que se ubicó soterrada bajo los jardines traseros del palacio. En 17 de octubre de 2011 el Palacio de Ayete fue sede de la Conferencia Internacional de Paz de San Sebastián, que antecedió en unos días al anuncio del cese definitivo de la actividad armada de ETA.
Todo el perímetro del parque está vallado y tiene un horario de apertura. La entrada principal del parque se sitúa junto al Paseo de Ayete y se corresponde a la antigua entrada de carruajes, aunque hay otras entradas más pequeñas, una orientada hacia Etxadi, otra hacia la zona de Munto y también hay accesos desde Morlans, en la zona baja del parque. Las antiguas caballerizas albergan actualmente el Aieteko Topalekua, que se utiliza como biblioteca y sala de exposiciones del barrio; y que cuenta con bar y restaurante. La parte alta del parque, junto al Paseo de Ayete y la fachada principal del Palacio es la zona de jardines y estanques, diseñada por Ducasse. Bajo la zona principal del parque se encuentra la zona de la gruta artificial, diseñada por el arquitecto francés Combaz, que imita las estalactitas y estalagmitas de las cavernas naturales. Buena parte del parque está en pendiente y baja hasta la vaguada de Morlans. Esta es la zona boscosa del parque con una densa vegetación. El parque cuenta con bastantes árboles singulares como las secuoyas plantadas hacia la mitad del siglo XIX o los cipreses de Lawson que alcanzan los 34 metros de altura. Hay ejemplares notables de gingkos bilobas, palmeras, etc.

### Bera-Bera
La zona de Bera-Bera está construida en una vaguada en la que había con anterioridad un caserío que llevaba este nombre. Este caserío pervive en la actualidad rodeado del resto de casas del barrio construidas con posterioridad. "Bera-Bera" quiere decir literalmente en lengua vasca abajo-abajo, debiéndose su nombre a la ubicación del caserío en la parte más baja de la ladera de dicha vaguada. El barrio se construyó en su mayor parte en la década de 1970 conociéndose la urbanización como "Bidebieta II", al ser obra de los mismos constructores que hicieron con anterioridad el barrio de Bidebieta en la parte oriental de la ciudad. El barrio fue principalmente diseñado por los arquitectos Vicente Orbe y José Luis Pla. Fue un proyecto muy avanzado para la época con una arquitectura que respetaba el medio ambiente. El barrio contó por ejemplo con un sistema de district heating que aprovechando la orografía del terreno y suministraba agua caliente al barrio desde una torre situada en lo más alto del mismo. La casas del barrio se ajustan al relieve existente y se ordenan de forma escalonada aprovechando la pendiente de la vaguada, lo que permitía a las casas contar con grandes terrazas. Para acceder a las mismas los bloques de viviendas son atravesados por unas travesías con escaleras interiores que llevan nombres de pájaros y arbustos.
En una zona del barrio se encuentran las "Casas Inglesas" una larga hilera de casas que sigue el estilo arquitectónico de las "terraced houses" británicas.
A partir de 1979 el ayuntamiento acordó dar el nombre de Paseo de Bera-Bera a la principal calle del barrio, que contornea por toda la vaguada pasando junto al caserío que le da nombre y volviendo a su punto de inicio. Ese nombre ha acabado imponiéndose al de Bidebieta II, aunque mucha gente sigue refiriéndose a la zona como Bidebieta II.
En su parte más baja y central el barrio cuenta con las instalaciones deportivas del Club Atlético San Sebastián y con una zona comercial que da servicio al barrio. El principal campo de hockey sobre hierba de la ciudad se encuentra aquí. También es reseñable el campo de rugby del Bera Bera Rugby Taldea, que está ubicado en una de las zonas del barrio.

## Callejero del barrio

### Arbaizenea
- Altxuene, Camino de / Altxuene Bidea (1988)
- Basoerdi, Parque de / Basoerdi Parkea (1993)
- Belizalde, Calle de / Belizalde Kalea (1982)
- Gorriti, Calle de / Gorriti Kalea (1988)
- Jose Olaizola, Calle de / Jose Olaizola Kalea (2005)
- Lazkano, Paseo de / Lazkano Pasealekua (1984)
- San Roque, Calle de / San Roke Kalea (1950)
- Txanponenea, Calle de / Txanponenea Kalea (2016)

### Basoerdi
- Aldapeta, Calzada de / Aldapeta Galtzada (¿?): aldapeta significa etimológicamente lugar de cuestas. Es un nombre antiguo que está documentado desde al menos el siglo XIX para referirse al camino que subía desde San Sebastián hasta la antigua goiko galtzara (la calzada de arriba), actual barrio de Ayete.
- Alkainbide (1982):
- Basoerdi, Parque de /Basoerdi Parkea (1993): baso erdi significa etimológicamente medio bosque. Basordi o Basoerdi ra el nombre popular con el que se conocía el lugar donde se construyó este parque.
- Beloka, Paseo de / Beloka Pasealekua (1993): toma su nombre de una casa que se localizaba en el solar donde se construyó el colegio de los Marianistas.
- Estella-Lizarra, Calle de / Estella-Lizarra Kalea

### Bera-Bera
- Andoáin, Calle de / Andoain Kalea (1979)
- Arbustos, Paseo de los / Zuhaixken Pasealekua (1979)
- Aves, Paseo de las / Hegaztien Pasealekua (1979)
- Berabera, Paseo de / Berabera, Pasealekua (1979)
- Deporte, Plaza del / Kirol Plaza (1980)
- Goiko Galtzada Berria (1996)
- Lugaritz, Rotonda de / Lugaritz Biribilgunea (1998)
- Mendialai, Calle de / Mendialai Kalea (1979)
- Oriamendi, Paseo de / Oriamendi Pasealekua (1976)

### Errondo
- Alto de Errondo, Calle del / Errondogaña Kalea (¿?)
- Arostegi, Calle de / Arostegi Kalea (1996)

### Etxadi
- Ayete, Paseo de / Aiete Pasealekua (Paseo de Ayete, 1976)
- Erramunene, Calle de / Erramunene Kalea (1996)
- Francisco López Alen, Calle de / Frantzisko Lopez Alen Kalea (1996)
- Mantulene, Calle de / Mantulene Kalea (1996)
- Oriamendi, Paseo de / Oriamendi Pasealekua (1976)

### Izaburu
- Izaburu, Calle de / Izaburu Kalea (Camino de Izaburu,

### Lugaritz
- Gurutzealde, Grupo / Gurutzealdea Auzunea (¿?)
- Indalecio Prieto, Calle de / Indalecio Prieto Kalea (2005)
- Luis Villasante, Parque de / Luis Villasante Parkea (2005)
- Manuel Vázquez Montalbán, Calle de / Manuel Vázquez Montalban Kalea (2005)
- Pinos, Camino de los / Pinu Bidea (1971)
- Serafín Baroja, Parque de / Serafin Baroja Parkea (2005)
- Zarauz, Calle de / Zarautz Kalea (Avenida de Zarauz, 1962)

### Miraconcha
- Aldapeta, Calzada de / Aldapeta Galtzada (¿?)
- Aiete, Paseo de / Aiete Pasealekua (Paseo de Ayete, 1976)
- Duque de Baena, Paseo del / Baenako Dukearen Pasealekua (1962)
- Izaburu, Calle de / Izaburu Kalea (1988)
- La Fe, Paseo de / La Fe Pasealekua (1982)
- Miraconcha, Paseo de / Mirakontxa Pasealekua (¿?)
- Sanserreka, Paseo de / Sanserreka Pasealekua (1994)

### Munto
- Aiete, Paseo de / Aiete Pasealekua (Paseo de Ayete, 1976)
- Doctor Madinabeitia, Paseo del / Madinabeitia Doktorearen Pasealekua (1996)
- Doctor Marañón, Paseo del / Marañon Doktorearen Pasealekua (1971)
- Donostiazaharra, Grupo / Donostiazaharra Auzunea (¿?)
- Goiko Galtzada Berria (1996)
- Heriz, Paseo de / Heriz Pasealekua (1930)
- Palacio, Calle del / Jauregi Kalea (1971)
- Pinos, Camino de los / Pinu Bidea (1971)

### Pagola
- Andoáin, Calle de / Andoain Kalea (1979)
- Damazelai, Parque / Damazelai Parkea (2008)
- Lugaritz, Rotonda de / Lugaritz Biribilgunea (1998)
- Marigomiztegi, Rotonda de / Marigomiztegi Biribilgunea (2008)
- Oriamendi, Paseo de / Oriamendi Pasealekua (1976)
- Pagola, Calle de / Pagola Kalea (2008)
- Sesiotegi, Rotonda de / Sesiotegi Birbilgunea (2008)
- Sociedad Bascongada De Los Amigos Del País, Paseo de la /Euskal Herriaren Adiskideen Elkartearen Pasealekua (2008)
- Tomás Garbizu, Calle de / Tomas Garbizu Kalea (2008)
- Zarauz, Calle de / Zarautz Kalea (Avenida de Zarauz, 1962)

### Palacio de Ayete
- Ayete, Parque de / Aiete Parkea (2013)
- Aiete, Paseo de / Aiete Pasealekua (Paseo de Ayete, 1976)
- Alquiza, Plaza de / Alkiza Plaza (1994)
- Lazkano, Paseo de / Lazkano Pasealekua (1984)
- Lazkano, Rotonda de / Lazkano Biribilgunea (1994)
- Lugaritz, Paseo de / Lugaritz Pasealekua (1996)
- Melodi, Calle de / Melodi Kalea (1994)
- Melodi, Parque de / Melodi Parkea (1994)
- Pío Baroja, Paseo de / Pio Baroja Pasealekua (1971)